# 亚洲海绵盘虫
亚洲海绵盘虫（学名：Spongodiscus asiaensis）为海绵盘虫科海绵盘虫属的动物。在中国，分布于东海、南海等海域。